# Desamparados Sancho Vicente
Desamparados Sancho Vicente (València, 29 de maig de 1973) és una advocada i política valenciana, diputada a les Corts Valencianes en la V, VI i VIII Legislatures.

## Biografia
Llicenciada en Dret per la Universitat de València i en anglès per l'Escola Oficial d'Idiomes, ha obtingut un màster en gestió i direcció de recursos humans. Ingressà en Nuevas Generaciones del Partido Popular en 1994, partit en el qual ha estat secretària del districte d'Abastos, secretària executiva regional d'educació i secretària executiva provincial de formació.
Fou elegida diputada a les eleccions a les Corts Valencianes de 1999 i 2003. Ha estat presidenta de la Comissió Permanent no legislativa de Seguretat Nuclear (1999-2002) i de la Comissió d'Indústria, Comerç i Turisme (2003-2007). En 2014 va substituir en el seu escó Rafael Blasco Castany.